# Ubaté
Ubaté, in passato Villa de San Diego de Ubaté, è un comune della Colombia facente parte del dipartimento di Cundinamarca.
Il centro abitato venne fondato da Bernardo de Albornoz nel 1592.